# Juan Pablo García
Juan Pablo García Contreras (24 de novembro de 1981) é um futebolista profissional mexicano que atua como meia-atacante.

## Carreira
Juan Pablo García representou a Seleção Mexicana de Futebol nas Olimpíadas de 2004.